# William Marsden
William Marsden DCL FRS (* 16 de noviembre de 1754 - 6 de octubre de 1836) fue un naturalista, orientalista, lingüista, político, y numismático irlandés; y pionero en el estudio científico de la historia natural de Indonesia. Sirviendo como primer secretario del Almirantazgo durante el conflicto bélico con Francia, en 1805 Marsden recibe la noticia agridulce de la victoria en la batalla de Trafalgar y del deceso del almirante Horatio Nelson en dicho evento.

## Biografía
Marsden era hijo de un comerciante de Dublín. Nació en Verval, Condado de Wicklow, y se educó en el Trinity College, de Dublín. Obtiene un puesto en el servicio civil en la Compañía de las Indias Orientales a los dieciséis años, fue enviado a Benkulen, Sumatra, en 1771. Fue promovido a la posición de secretario principal del gobierno, y adquirió conocimientos del idioma malayo y del país. Después de regresar a Inglaterra en 1779, fue galardonado con el Doctorado en Derecho Civil (D.C.L.), de la Universidad de Oxford en 1780 y publicó History of Sumatra en 1783.

## Secretario del Almirantazgo
En 1795, Marsden fue nombrado segundo secretario del Almirantazgo, y después llegó a la posición de primer secretario con un sueldo de £ 4000 por año. Fue en ese cargo en 1805, que recibió la noticia de la victoria en la Batalla de Trafalgar y de la muerte del almirante Nelson en la batalla. Se retiró en 1807 con una pensión vitalicia de £ 1500 al año que posteriormente renunció en 1831. En 1812, publicó Grammar and Dictionary of the Malay Language. Y siguió con una traducción de Viajes de Marco Polo en 1818.
En 1834 presentó sus colecciones de monedas orientales, en el Museo Británico y de sus libros y manuscritos orientales en el King's College de Londres. Sus otras obras: Catalogue of Dictionaries, Vocabularies, Grammars and Alphabets (1796), Numismata orientalia (Londres, 1823-1825), y varios artículos sobre tópicos orientales en Philosophical Transactions y en Archaelogia.
Se casó con Elizabeth, hija de su amigo Sir Charles Wilkins FRS. El 6 de octubre de 1836 falleció de un ataque de apoplejía (ACV); y fue sepultado en el "Cementerio Kensal Green". Dejó sus bienes a su pariente Rev. Canon John Howard Marsden. Elizabeth luego se casó con el coronel William Leake FRS el 17 de septiembre de 1838.

## Honores
Marsden fue elegido en la membrecía de la Royal Society en 1783; habiendo sido recomendado por James Rennell, Edward Whitaker Gray, John Topham, Alexander Dalrymple, Charles Blagden.
Fue también miembro de muchas sociedades científicas, y tesorero y vicepresidente de la Royal Society.

### Epónimos
- "Estación de FF.CC. Marsden, West Yorkshire, Inglaterra

- (Asclepiadaceae) Marsdenia R.Br.[5]

## Algunas publicaciones
- 1784 -- The history of Sumatra: containing an account of the government, laws, customs and manners of the native inhabitants, with a description of the natural productions, and a relation of the ancient political state of that island. Londres: impreso por el autor. OCLC 3792458
- 1802 -- "Observations on the language of Siwah; in a letter to the Rt. Hon. Sir Joseph Banks; por William Marsden, Esq., F.R.S." en The Journal of Frederick Horneman's Travels: From Cairo to Mourzouk, the Capital of the Kingdom of Fezzan, in Africa, por Friedrich Hornemann, James Rennell, William Marsden, William Young. Londres: G. & W. Nicol. OCLC 5165766
- 1796 -- Catalogue of Dictionaries, Vocabularies, Grammars and Alphabets
- 1812 -- Grammar and Dictionary of the Malay Language
- 1818 -- Travels of Marco Polo
- 1823 -- Numismata orientalia
- 1827 -- Bibliotheca Marsdeniana Philologica et Orientalis: a Catalogue of Books and Manuscripts. Londres
- 1830 -- Memoirs of a Malayan Family by 'La-uddı̄n Nakhoda Muda (traducido por William Marsden). Londres: Fondo de Traducciones Orientales de Gran Bretaña e Irlanda. OCLC 5347657

- La abreviatura «Marsden» se emplea para indicar a William Marsden como autoridad en la descripción y clasificación científica de los vegetales.[6]